# Figi ai Giochi della XXV Olimpiade
Le Figi parteciparono ai Giochi della XXV Olimpiade, svoltisi a Barcellona, Spagna, dal 25 luglio al 9 agosto 1992, con una delegazione di 18 atleti impegnati in quattro discipline.